# Арно (озеро, Псковская область)
Арно (также Орно, Колкишкинское, Просо) — озеро в Болгатовской волости Опочецкого района Псковской области. Является истоком реки Алоля — притока реки Великой. Проточное.
Площадь — 0,39 км² (38,9 га, с одним островом — 39,2 га). Максимальная глубина — 8,0 м, средняя глубина — 5,0 м.
На западном берегу озера расположена деревня Дудино, на северном — урочище (бывшая деревня) Колкишкино.
Тип озера плотвино-окуневый. Массовые виды рыб: щука, плотва, окунь, ерш, уклея, густера, линь, красноперка, карась, налим, язь, вьюн, щиповка, бычок-подкаменщик; широкопалый рак (среднепродуктивное).
Для озера характерно: в прибрежье — леса, луга; в центре — ил, заиленный песок, камни, в литорали — песок, заиленный песок, камни; есть песчано-каменистые нальи. До 1953 года на вытоке была плотина.